# 云南路街道
云南路街道是中华人民共和国山东省青岛市市南区下辖的一个街道。

## 行政区划
云南路街道下辖寿张路社区、广州路社区、云南路社区、四川路社区。